# 阿瀬渓谷

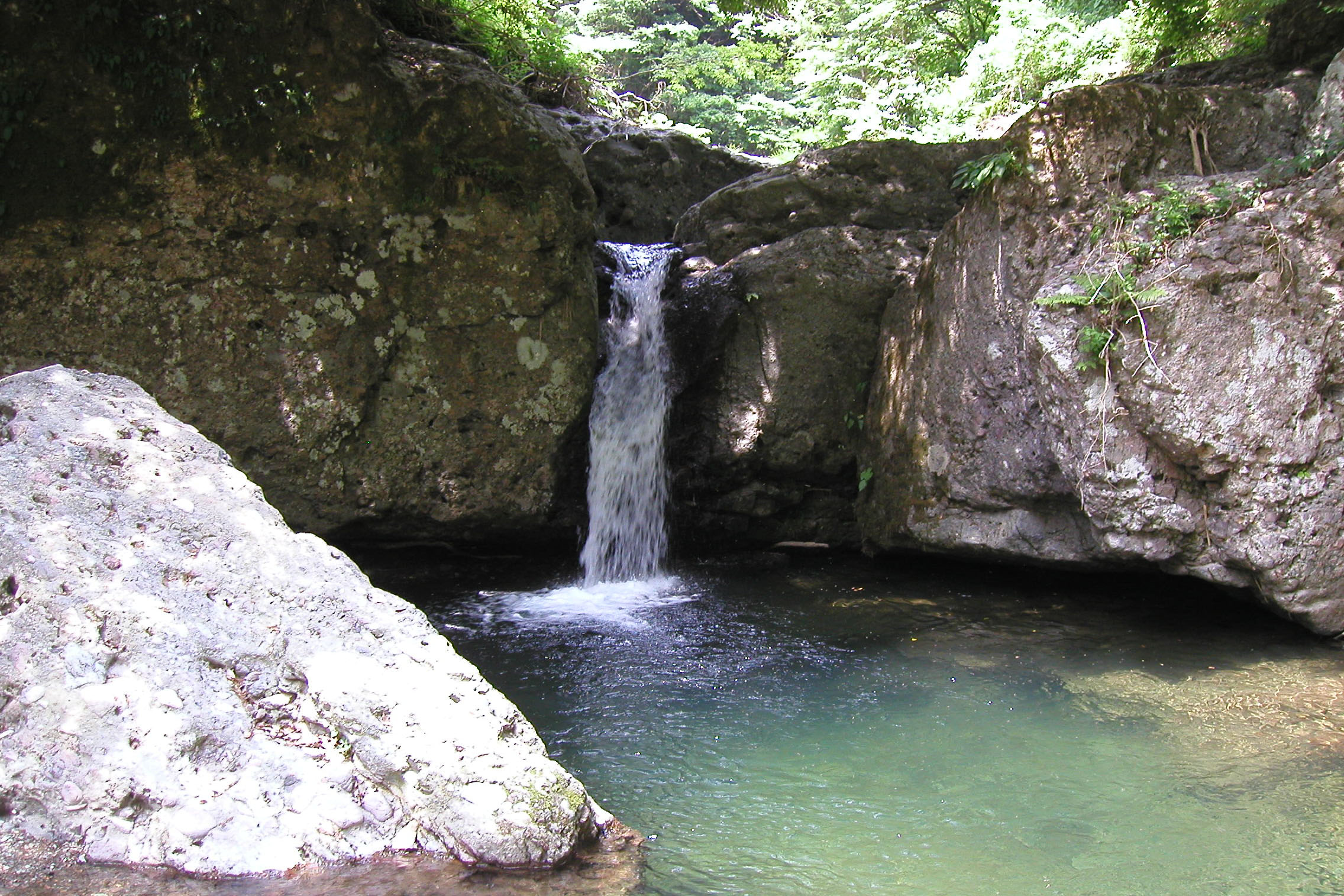
いもじが滝（阿瀬五瀑）

阿瀬渓谷（あせけいこく）は兵庫県豊岡市日高町の金山峠（標高760m）を源とする阿瀬川の最上流部一帯の渓谷の名称。阿瀬四十八滝ともいわれる数多くの滝と広葉樹の森林が3kmにわたる景勝渓谷を演出する。
氷ノ山後山那岐山国定公園の区域に指定され、また「ひょうご森林浴場50選」、「ひょうご風景100選」にも選ばれている。

## 見所
金山峠、蘇武岳（標高1075m）への登山道や、阿瀬四十八滝と原生林の森を周回するハイキングコース「森林浴コース」が整備されている。
- 龍王滝（阿瀬五瀑） - 渓谷最大規模の滝
- 源太夫滝（阿瀬五瀑） - 落差30m
- 恐れ滝（阿瀬五瀑）
- 不動滝（阿瀬五瀑） - 不動尊の分身として奉られる
- いもじが滝（阿瀬五瀑） - 鋳物師が美しさにみとれたと伝わる
- 出会いの滝
- 蛇つぼ
- 鉄砲滝
- 座禅の滝
- 月照滝

## 祭事・催事
- 紅葉まつり（11月）

## 施設
- バンガロー村
- 湯の原温泉オートキャンプ場 - コテージ、キャンプサイト
- 蘇武峡温泉の外湯「湯の原館」

## 所在地
兵庫県豊岡市日高町羽尻

## 交通アクセス
- JR山陰本線 江原駅から全但バス「金谷」行きで30分、終点下車、徒歩20分

## 周辺情報
- 金山廃村
- 蘇武岳
- 神鍋高原・神鍋山・神鍋渓谷
- 城崎温泉
- 猿尾滝
- 殿さんそば

座標: 北緯35度27分19秒 東経134度39分44秒 / 北緯35.45514度 東経134.66231度